# Liste mit der Freien Universität Berlin verbundener Personen
Diese Liste gibt einen Überblick über Persönlichkeiten, die mit der Freien Universität Berlin (FU Berlin) verbunden sind und in der Regel einen akademischen Abschluss erlangt haben. Viele bedeutende Wissenschaftler haben an ihr geforscht, anerkannte Professoren dort gelehrt, bekannte Alumni an der Universität studiert. Träger der Ehrendoktorwürde und Ehrenbürger sind ebenfalls aufgeführt. Die Liste erhebt keinen Anspruch auf Vollständigkeit.

Wissenschaftler, Alumni und Ehrenbürger der FU (Installation im Henry-Ford-Bau)

## Liste

### A
- Yael Adler, Ärztin und Autorin (Alumna)
- Johannes Agnoli, Politikwissenschaftler (Professor)
- Martin Aigner, Mathematiker (Professor)
- Jens Alber, Soziologe und Politologe (Professor)
- Jutta Allmendinger, Soziologin (Professorin)
- Elmar Altvater, Ökonom, Politikwissenschaftler (Professor)
- Jürg Amann, Schriftsteller (Alumnus)
- Katajun Amirpur, Islamwissenschaftlerin, Journalistin (Lehrbeauftragte)
- Béla Anda, Journalist, PR-Unternehmer, ehem. Regierungssprecher
- Kofi Annan, Generalsekretär der Vereinten Nationen, Friedensnobelpreisträger (Ehrendoktorwürde)
- Karl-Otto Apel, Philosoph (Ehrendoktorwürde)
- Christian Armbrüster, Rechtswissenschaftler (Professor)
- Klaus Dieter Arndt, SPD-Politiker (Wissenschaftler)
- Shlomo Aronson, Historiker (Promovend)
- Katrin Askan, Schriftstellerin (Alumna)
- Liv Assmann, politische Beamtin (SPD) (Alumna)
- Jakob Augstein, Journalist und Verleger (Alumnus)
- Dietrich Austermann, CDU-Politiker (Alumnus)

### B
- Gregor Bachmann, Rechtswissenschaftler (Professor)
- Günther Baechler, Historiker und Schweizer Diplomat (Alumnus)
- Annalena Baerbock, Politikerin und Politologin (Doktorandin)
- Barbara Baerns, Kommunikationswissenschaftlerin (Professorin)
- Peter Bahl, Historiker und Archivar (Alumnus)
- Manfred Baldus, Rechtswissenschaftler (Alumnus)
- Ernst Baltrusch, Historiker (Professor)
- Felix Banaszak, Politikwissenschaftler und Politiker (Alumnus)
- Albert Bandura, Psychologe (Ehrendoktorwürde)
- Arnulf Baring, Historiker, Politikwissenschaftler (Professor)
- Gerhard Bauer, Literaturwissenschaftler (Professor)
- Arnd Bauerkämper, Historiker (Professor)
- Celâl Bayar, türkischer Staatspräsident (Ehrendoktorwürde)
- Jens Beckmann, Chemiker (Juniorprofessor)
- Karl Christian Behrens, Betriebswirtschaftslehre (Professor)
- Ernst Benda, Bundesinnenminister (1968–1969), Präsident des Bundesverfassungsgerichts (1971–1983) (Alumnus)
- Klaus Uwe Benneter, SPD-Politiker, Generalsekretär der SPD (2004–2005) (Alumnus)
- Günter Bentele, Medienwissenschaftler (Promotion, Habilitation, Privatdozent)
- Monika Berberich, Juristin und RAF-Terroristin (Studentin)
- F. W. Bernstein,  Lyriker, Grafiker und Satiriker (Alumnus)
- Charles H. Best, Mediziner (Ehrendoktorwürde)
- Jagdish Bhagwati, indischer Ökonom (Ehrendoktorwürde des Fachbereichs Wirtschaftswissenschaft, verliehen am 16. Juni 2010)
- Peter Bieri, Philosoph und Schriftsteller (Professor)
- Andreas Blank, Romanist (Wissenschaftler)
- Charles B. Blankart, Volkswirtschaftler (Professor)
- Wolfgang Blaschke, Museologe (Alumnus)
- Jochanan Bloch, Religionswissenschaftler (Professor)
- Johannes Blömer, Informatiker (Wissenschaftler)
- Johannes Boie, Journalist, (Alumnus)
- Michael Bolle, Wirtschaftswissenschaftler (Professor)
- Tanja Börzel, Politikwissenschaftlerin (Professorin)
- Kuno Böse, Politiker (Alumnus)
- Rebekka Borsch, Journalistin und Politikerin (Alumnus)
- Pierre Bourdieu, Soziologe (Ehrendoktorwürde)
- Gabriele Brandstetter, Theaterwissenschaftlerin (Professorin)
- Margherita von Brentano, Philosophin (Professorin)
- Reinhold Brinkmann, Musikwissenschaftler (Alumnus)
- Franziska Brychcy, Politikwissenschaftlerin und Politikerin (Alumna)
- Frank Bsirske, Vorsitzender der Gewerkschaft ver.di (seit 2001) (Alumnus)
- Emil Bücherl, Herzchirurg, Entwickler des „Berliner Kunstherzens“ (Professor)
- Heinz Bude, Soziologe (Privatdozent)
- Hans Peter Bull, Rechtswissenschaftler, Bundesbeauftragter für den Datenschutz (1978–1983) (Alumnus)
- Werner Busch, Kunsthistoriker (Professor)

### C
- Christian Calliess, Rechtswissenschaftler (Professor)
- Eva Cancik-Kirschbaum, Philologin und Altorientalistin (Professorin)
- Fernando Henrique Cardoso, Soziologe, brasilianischer Staatspräsident (Ehrendoktorwürde)
- Karl Christ, Althistoriker (Ehrenprofessur)
- Dieter Claessens, Soziologe und Anthropologe (Professor)
- Lars Clausen, Soziologe (Alumnus)
- Lucius D. Clay, Militär und Politiker (Ehrendoktorwürde)
- Conrad Clemens, Betriebswirt und Politiker (CDU) (Alumnus)
- Hans-Joachim Clemens (Professor)
- Sebastian Conrad, Historiker (Professor)
- Gordon A. Craig, Historiker und Schriftsteller (Professor)

### D
- Wolfgang van den Daele, Soziologe und Rechtswissenschaftler, Mitglied des nationalen Ethikrates (Professor)
- Klaus Dämmrich, Veterinärmediziner (Professor)
- Herta Däubler-Gmelin, Bundesjustizministerin (1998–2002) (Honorarprofessorin)
- Oliver Decker, Soziologe (Alumnus)
- Pascal Decker, Jurist (Alumnus)
- Friedrich Christian Delius, Schriftsteller (Alumnus)
- Alexander Demandt, Historiker, Kulturwissenschaftler (Professor)
- Fritz Dickmann, Historiker (Professor)
- Nils Diederich, Politikwissenschaftler (Professor)
- Paula Diehl, Politologin (Alumna)
- Eberhard Diepgen, Regierender Bürgermeister von Berlin (1984–1989, 1991–2001) (Alumnus)
- Jürgen Domes, Politikwissenschafter (Professor)
- Thea Dorn, Schriftstellerin und Fernsehmoderatorin (Alumna)
- Emil Dovifat, Publizistikwissenschaftler (Professor)
- Thomas Druyen, Soziologe (Dozent)
- Eleanor Dulles, Politikerin (Ehrendoktorwürde)
- Heiner Dunckel, Professor für Arbeits- und Organisationspsychologie (Alumnus)
- Rudi Dutschke, Studentenführer (Alumnus)

### E
- Fritz Eberhard, Publizist und Widerstandskämpfer (Honorarprofessor)
- Katja Ebstein, Sängerin (Studentin)
- Umberto Eco, Schriftsteller (Ehrendoktorwürde)
- Ernst Ludwig Ehrlich (Historiker und Dozent)
- Peter Ehrlich, Schauspieler und Regisseur (Alumnus)
- Hans Eichel, Bundesfinanzminister (1999–2005) (Alumnus)
- Peter Eigen, Jurist und Gründer von Transparency International (Honorarprofessor)
- Ernst Elitz, Intendant des DeutschlandRadio (Alumnus)
- Kaspar Elm, Historiker (Absolvent und Professor)
- Georg Elwert, Soziologe, Ethnologe (Professor)
- Günter Endruweit, Soziologe (Alumnus)
- Torsten Engel, Programmleiter NDR 2 (Alumnus)
- Jürgen Engert, Journalist, u. a. langjähriger Kontraste-Moderator (Alumnus)
- Gudrun Ensslin, Terroristin (Alumna)
- Gernot Erler, SPD-Politiker (Alumnus)
- Gerhard Ertl, Physiker und Chemie-Nobelpreisträger (Professor)
- Felix Escher, Historiker (Alumnus / Wissenschaftler)
- Mario Eylert, Richter am Bundesarbeitsgericht (Alumnus)

### F
- Alfred Fahr, Pharmazeut (Assistent)
- Ingeborg Falck, Ärztin und Gerontologin (Professorin)
- Jürgen W. Falter, Politikwissenschaftler (Alumnus / Professor)
- Günter Faltin, Volkswirtschaftler (Professor)
- Kurt Faltlhauser, Bayerischer Finanzminister (1998 bis 2007) (Alumnus)
- Paul Feyerabend, Philosoph (Professor)
- Ludwig von Ficker, Schriftsteller und Verleger (Ehrendoktorwürde)
- Andrea Fischer, Bundesgesundheitsministerin (1998–2001) (Alumna)
- Erika Fischer-Lichte, Theaterwissenschaftlerin (Professorin)
- Karl-Hermann Flach, FDP-Generalsekretär (Alumnus)
- Heiner Flassbeck, Wirtschaftswissenschaftler (Alumnus / Promotion)
- Ossip K. Flechtheim, Politikwissenschaftler und  Futurologe (Professor)
- Friederike Fless, Archäologin (Honorarprofessorin)
- Mareile Flitsch, Ethnologin und Sinologin (Alumna)
- Carl Föhl, Volkswirtschaft, Wirtschaftskreislauf, Wirtschaftspolitik (Professor)
- Matthias Fornoff, Politologe und TV-Journalist (Alumnus)
- Norman Foster, Architekt der neuen Philologischen Bibliothek
- Ernst Fraenkel, Politikwissenschaftler (Professor)
- Jonathan Franzen, Schriftsteller (Alumnus)
- Margot Friedländer, Holocaust-Überlebende, Zeitzeugin (Ehrendoktorwürde)[1]
- Karl-Heinz Frömming (* 1925), Pharmazeut, ab 1972 ordentlicher Professor für Pharmazeutische Technologie[2]
- Walter Fuchs, Sinologe (Professor)
- Carlos Fuentes, Schriftsteller (Ehrendoktorwürde)
- Saskia Funck, Politikerin (Alumna)
- Hajo Funke, Politikwissenschaftler (Professor)
- Reinhard Furrer, Wissenschaftsastronaut (Alumnus / Professor)

### G
- Helmut Gadner, Pädiater, Hämatologe und Onkologe (Wissenschaftler, Habilitation)
- Peter Gaehtgens, Physiologe und Präsident der Hochschulrektorenkonferenz (2003–2005) (Professor)
- Hansjürgen Garstka, Rechtswissenschaftler, Datenschutzexperte (Wissenschaftler)
- Gunter Gebauer, Philosoph und Linguist (Professor)
- Hans-Joachim Gehrke, Historiker (Professor)
- Hans-Dietrich Genscher, Bundesinnenminister (1969–1974), Bundesaußenminister (1974–1992) (Honorarprofessor)
- Manfred Gentz, Jurist und Manager (Alumnus)
- Dominik Geppert, Historiker (Alumnus)
- Klaus Geppert, Rechtswissenschaftler (Professor)
- Jürgen Gerhards, Soziologe (Professor)
- Robert Gernhardt, Schriftsteller, Lyriker, Essayist, Zeichner und Maler (Alumnus)
- Peter Giese, Geophysiker (Alumnus / Professor)
- Franziska Giffey, SPD-Politikerin (Alumna)
- Martin Gimm, Universitätsprofessor (Alumnus)
- Ayala Goldmann, Journalistin und Autorin
- Richard Goldschmidt, Zoologe und Genetiker (Ehrendoktorwürde)
- Helmut Gollwitzer, Theologe, Schriftsteller, Friedensaktivist (Professor)
- Heike B. Görtemaker, Historikerin und Publizistin (Alumna)
- Günter Grass, Schriftsteller, Nobelpreisträger (Ehrendoktorwürde)
- Michael Grätzel, Chemiker (Alumnus)
- Alexander Grau, Publizist (Alumnus)
- Ulrich Gregor, Filmhistoriker (Wissenschaftler)
- Dieter Grimm, Rechtswissenschaftler, Richter des Bundesverfassungsgerichts (1987–1999) (Student)
- Walter Gropius, Architekt und der Gründer des Bauhauses (Ehrendoktorwürde)
- Karl Peter Grotemeyer, Mathematiker (Professor)
- Peter Grottian, Politikwissenschaftler (Professor)
- Monika Grütters, Kunsthistorikerin und Politikerin (CDU) (Dozentin)
- Manfred Günther, Schulpsychologe und Sozialarbeitswissenschaftler (Alumnus)
- Erich Gutenberg, Wirtschaftswissenschaftler (Ehrendoktorwürde des Fachbereichs Wirtschaftswissenschaft, verliehen am 23. Februar 1957)

### H
- Hermann Haarmann, Professor für Historische Publizistik (Professor)
- Herwig Haase, Volkswirtschaftler, Politiker (Alumnus, Privatdozent)
- Karl-Otto Habermehl, Virologe (Professor)
- Christoph Haehling von Lanzenauer, Betriebswirtschafter (Professor)
- Jürgen Haese, Regisseur und Drehbuchautor (Alumnus)
- Helga Haftendorn, Politikwissenschaftlerin, Max-Planck-Preisträgerin (Professorin)
- Günter Hagen, ordentlicher Professor für Augenheilkunde
- Peter-Michael Hahn, Geschichtswissenschaftler (Professor)
- Wilhelm Hankel, Wirtschaftswissenschaftler (Professor)
- Klaus Hänsch, Präsident des Europäischen Parlaments (1994–1997) (Alumnus, Promotion, Wissenschaftlicher Mitarbeiter)
- Theodor Hänsch, Pionier der Laserspektroskopie, Nobelpreis für Physik (Ehrendoktorwürde)
- Ursula Hansen, Wirtschaftswissenschaftlerin (Ehrendoktorwürde des Fachbereichs Wirtschaftswissenschaft, verliehen am 13. Juli 2001)
- Gerd Harms, Politologe und Staatssekretär (Alumnus)
- Volker Hauff, Bundesminister für Forschung und Technologie (1978–1980), Bundesverkehrsminister (1980–1982) (Alumnus)
- Wolfgang Fritz Haug, Philosoph (Professor)
- Elke Heidenreich, Literaturkritikerin (Alumna)
- Andreas Heinemann-Grüder, Politologe (Alumnus)
- Ernst Heinitz, Rechtswissenschaftler (Professor)
- Gerd Heinrich, Historiker (Professor)
- Klaus Heinrich, Religionswissenschaftler (Professor)
- Michael Heinrich, Politikwissenschaftler und Soziologe (Wissenschaftler)
- Markus Heintzen, Rechtswissenschaftler (Professor)
- Stefan Heinz, Politikwissenschaftler und Historiker (Alumnus und Wissenschaftler)
- Kirsten Heisig, Juristin und Publizistin (Alumna)
- Wolfgang Helfrich, Physiker (Professor)
- Willi Hennig, Evolutionsbiologe (Ehrendoktorwürde)
- Andreas Hensel, Veterinärmediziner, Professor, Präsident des Bundesinstituts für Risikobewertung (Honorarprofessor)
- Klaus Herlitz, Unternehmer (Alumnus)
- Friedhelm Herrmann, Mediziner (Alumnus)
- Otto Herz, Reformpädagoge (Wissenschaftlicher Mitarbeiter)
- Jens-Daniel Herzog, Intendant (Alumnus)
- Roman Herzog, Rechtswissenschaftler, Präsident des Bundesverfassungsgerichts (1987–1994), Bundespräsident (1994–1999) (Professor)
- Otto H. Hess, Verleger und FU-Mitbegründer (Ehrenbürgerschaft)
- Joachim Jens Hesse, Politikwissenschaftler (Professor)
- Roland Hetzer, Herzchirurg (Professor)
- Theodor Heuss, Politikwissenschaftler, Politiker, Journalist, Bundespräsident (1949–1959) (Ehrendoktorwürde)
- Irmela Hijiya-Kirschnereit, Japanologin (Professorin)
- Martin Hikel, Politiker (Alumnus)
- Katrin Himmler, Politikwissenschaftlerin und Autorin (Alumna)
- Paul Hindemith, Komponist (Ehrendoktorwürde)
- Fritz Hinderer, Astronom und Astrophysiker (Professor)
- Fabian Hinz, Politikwissenschaftler (Alumnus)
- Ernst E. Hirsch, Rechtswissenschaftler, Rektor (Professor)
- Eckart von Hirschhausen, Arzt und Kabarettist (Alumnus)
- Albert O. Hirschman, Soziologe und Volkswirt (Ehrendoktorwürde des Fachbereichs Wirtschaftswissenschaft, verliehen am 3. Dezember 1988)
- Hanno Hochmuth, Historiker (Alumnus)
- Klaus Holzkamp, Psychologe (Professor)
- Peter Hommelhoff, Rechtswissenschaftler (Alumnus)
- Beate Honsell-Weiss, bildende Künstlerin (Alumna)
- Leonhard Horowski, Historiker und Autor (Alumnus)
- Elisa Hoven, Rechtswissenschaftlerin, Hochschullehrerin (Alumna)
- Frank L. Howley, ehem. Kommandant des amerikanischen Sektors von Berlin (Ehrendoktorwürde)
- Walter Huder, Germanist, Slawist, Kunsthistoriker, Philosoph, Essayist (Alumnus)
- Jörg Huffschmid, Politökonom, Memorandum-Gruppe, Attac-Beirat (Alumnus)
- Gerhard Huisken, Mathematiker (Professor)
- Inga Humpe, Musikerin (Alumna)

### J
- Ernst Jacobsthal, Mathematiker (Ehrenbürger)
- Eva Jaeggi, Psychologin (Professorin)
- Martin Jänicke, Politikwissenschaftler (Professor)
- Baber Johansen, Islamwissenschaftler (Professor)
- Hans Jonas, Philosoph (Ehrendoktorwürde)

### K
- Tobias Kahler, Journalist und Politologe (Alumnus)
- Dietmar Kamper, Kultursoziologe und Schriftsteller (Professor)
- Sven Felix Kellerhoff, Historiker, Journalist und Autor (Alumnus)
- Hans Kelsen, Rechtswissenschaftler (Ehrendoktorwürde)
- John F. Kennedy, US-Präsident (Ehrendoktorwürde)
- Ōe Kenzaburō, Schriftsteller, Literaturnobelpreisträger (Professor)
- Imre Kertész, Schriftsteller, Nobelpreisträger (Ehrendoktorwürde)
- Alfred Kieser, Wirtschaftswissenschaftler (Professor)
- Klaus Peter Kisker, Volkswirtschaftslehre (Professor)
- Karl Christoph Klauer, Sozial- und Kognitionspsychologe (Wissenschaftler)
- Rupert Klein, Maschinenbauingenieur (Professor)
- Hagen Kleinert, Physiker (Professor)
- Paul Alfred Kleinert, Schriftsteller (Alumnus)
- Erich Klinkmüller, Lehrstuhlinhaber für Volkswirtschaftslehre (Professor)
- Heinz Kluth, Soziologe (Professor)
- Christine Knaevelsrud, Psychologin (Professorin)
- Ernst Gustav Knoll, Jurist (Ehrendoktorwürde)
- Ferat Koçak, Volkswirt und Politiker (Alumnus)
- Peter Koch, Romanist (Professor)
- Jürgen Kocka, Historiker (Professor)
- Adrian Koerfer, Kunstsammler (Alumnus)
- Daniel Koerfer, Historiker (Honorarprofessor)
- Wolfgang Köhler, Gestaltpsychologe (Ehrenbürger)
- Martin Kohli, Soziologe (Professor)
- Ekkehard König, Anglist und Linguist (Professor)
- Gloria Köpnick, Kunsthistorikerin (Alumna)
- Jürgen Körner, Hochschullehrer (Sozialpädagogik)
- Michaela Koschak, TV-Moderatorin und Journalistin (Alumna)
- Albrecht Koschorke, Literaturwissenschaftler (Privatdozent)
- Erich Kosiol, Betriebswirtschaft (Professor)
- Jaroslav Koutecký, Physiker (Professor)
- Rolf Kreibich, Zukunftsforscher (ehem. FU-Präsident)
- Heike Krieger, Rechtswissenschaftler (Professorin)
- Ferdinand Kroh, Journalist und Autor (Alumnus)
- Uta Kron, Archäologin (Alumna / Privatdozentin)
- Sabine Kropp, Politikwissenschaftlerin (Professorin)
- Horst Krüger, Schriftsteller (Alumnus)
- Paul Krugman, Ökonom und Schriftsteller (Ehrendoktorwürde des Fachbereichs Wirtschaftswissenschaft, verliehen am 4. Dezember 1998)
- Hans Kudszus, Aphoristiker (Ehrendoktorwürde)
- Hartmut Kühne, Archäologe (Alumnus / Professor)
- Kevin Kühnert, Politiker der SPD (Student)
- Renate Künast, ehemalige Bundesministerin für Verbraucherschutz (Alumna)
- Philip Kunig, Rechtswissenschaftler (Professor)

### L
- Max von Laue, Physiker, Nobelpreisträger (Ehrenbürger, Ehrendoktorwürde)
- Hanna-Renate Laurien, CDU-Politikerin (Alumna)
- Andreas Lebert, Journalist (Dozent)
- Detlef Leenen, Rechtswissenschaftler (Professor)
- Ursula Lehmkuhl, Historikerin, Professorin für Nordamerikanische Geschichte
- Luten Leinhos, TV-Journalist (Alumnus)
- Martin Lejeune, Publizist (Student)
- Thomas Lengauer, Informatiker (Alumnus)
- Hans-Joachim Lenz, Wirtschaftsinformatiker (Professor)
- Dieter Lenzen, Erziehungswissenschaftler (Professor)
- Nina Leonhard, Soziologin (Alumna)
- Wolf Lepenies, Soziologe und Schriftsteller (Professor)
- Hans-Heinrich Lieb, Philologe und Linguist sowie Lehrstuhlinhaber (Professor)
- Ralph-Johannes Lilie, Historiker (Professor)
- Jutta Limbach, Präsidentin der Bundesverfassungsgerichts (1994–2002), Präsidentin des Goethe-Instituts (seit 2002) (Professorin)
- Martyna Linartas, Politikwissenschaftlerin (Alumna)
- Michael Linden, Facharzt für Neurologie, Psychiatrie und Psychotherapeutische Medizin, sowie Psychologischer Psychotherapeut (Professor)
- Karl-Heinz Lindenberger, Kernphysiker, (Professor) und Lehrstuhlinhaber
- Benjamin List, Chemiker, Nobelpreisträger (Alumnus)
- Theodor Litt, Pädagoge und Philosoph (Ehrenbürger)
- Paul Löbe, Politiker (Ehrenbürger)
- Karl Lohmann, Wirtschaftswissenschaftler (Alumnus)
- Günther von Lojewski, Journalist und SFB-Intendant (1989–1997) (Honorarprofessor)
- Peter Lösche, Politikwissenschaftler/Parteienforscher (Privatdozent)
- Gerhard Löwenthal, Journalist und Fernsehmoderator (Alumnus)
- Richard Löwenthal, Politikwissenschaftler, Publizist (Professor)
- Bernd Lucke, Ökonom und Gründer der AfD und LKR (Alumnus)
- Ute Luig, Ethnologin (Professorin)
- Heinrich Lummer, CDU-Politiker, AStA-Vorsitzender von 1961 (Alumnus)
- Christian Lüth, Politologe und Publizist (Alumnus)

### M
- Horst Mahler, Jurist, ehemaliges RAF-Mitglied (Alumnus)
- Martin Maischberger, Archäologe (Alumnus)
- Claudia Major, Politologin und Publizistin (Alumna)
- Christoph Marcinkowski, Historiker und Islamwissenschaftler (Alumnus)
- Herbert Marcuse, Soziologe (Professor)
- Gianni Matheja, Webvideoproduzent (Alumnus)
- Andrea Maurer, TV-Journalistin (Alumna)
- Hartmut Maurer, Rechtswissenschaftler (Professor)
- Marcus Maurer, Mediziner (Alumnus)
- Will McBride, Fotograf und Maler (Alumnus)
- Wolfgang Meckelein, Geograf und Politiker (Alumnus / Professor)
- Friedrich Meinecke, Historiker (Professor)
- Lise Meitner, Atomphysikerin (Ehrendoktorwürde)
- Thomas Melle, Schriftsteller (Alumnus)
- Harald Meller, Archäologe (Alumnus)
- Ralf Melzer, Historiker und Publizist (Alumnus)
- Erling von Mende, Sinologe (Professor)
- Randolf Menzel, Zoologe und Neurobiologe (Professor)
- Volker Mertens, Germanist (Professor)
- Klaus Meschkat, Soziologe (Professor)
- Hubertus Meyer-Burckhardt, Journalist, Moderator und Schauspieler (Alumnus)
- Siegfried Mielke, Politikwissenschaftler und Historiker (Professor)
- Felix J. Mohr, Dramatiker, Dramaturg und Theaterregisseur (Alumnus)
- Walter Momper, Regierender Bürgermeister (1989–1991) (Alumnus)
- Günter Morsch, Historiker (Professor)
- Dietz-Rüdiger Moser, Volkskundler, Literaturhistoriker und Musikwissenschaftler (Wissenschaftler)
- Erwin Wilhelm Müller, Physiker (Professor)
- Herta Müller, Schriftstellerin und Literaturnobelpreisträgerin (Professorin)
- Melanie Müller, Politologin (Alumna)
- Bruno Müller-Oerlinghausen, Psychopharmakologe (Professor)

### N
- Andreas Nachama, Historiker und Publizist (Alumnus)
- Sten Nadolny, Schriftsteller (Alumnus)
- Lara Naszinsky, Schauspielerin (Alumna)
- Susan Neiman, Philosophin (Alumna)
- Ingo Nentwig, Sinologe und Ethnologe (Alumnus)
- Gero Neugebauer, Politikwissenschaftler, Parteienforscher
- Gerhard Neukum, Planetologe und Geoinformatiker, Weltraummissionen zur Erforschung des Mars und des Saturns (Professor)
- Hannah Neumann, Politikerin (Alumna)
- Peter R. Neumann, Journalist und Dozent (Alumnus)
- Jörg Neunhäuserer, Mathematiker (Alumnus)
- Arnhelm Neusüss, Politologe, Soziologe (Professor)
- Oskar Niedermayer, Politikwissenschaftler (Professor)
- Kurt Noack, Botaniker (Professor)
- Elisabeth Noelle-Neumann, Meinungsforscherin; entwickelte die Theorie der Schweigespirale (Wissenschaftlerin)
- Ernst Nolte, Historiker (Professor)
- Paul Nolte, Historiker und Publizist (Professor)
- Cees Nooteboom, Schriftsteller (Ehrendoktorwürde)
- Natascha Nüssler, Wissenschaftlerin und Viszeralchirurgin (Alumna)

### O
- Claus Offe, Politologe (Alumnus)
- Benno Ohnesorg, Student
- Onno Oncken, Geologe (Professor)
- Lerke Osterloh, Steuerrechtswissenschaftlerin (Professorin)
- Hermann Oxfort, Bürgermeister von Berlin (Alumnus)

### P
- Sarah Pagung, Politologin (Alumna)
- Orhan Pamuk, Schriftsteller und Literatur-Nobelpreisträger (Ehrendoktorwürde)
- Simone Panteleit, Radiomoderatorin (Studentin)
- Hans-Jürgen Papier, Präsident des Bundesverfassungsgerichts (2002–2010) (Alumnus)
- Paulita Pappel, Filmproduzentin und Aktivistin (Alumna)
- Hermann Parzinger, Prähistoriker, Präsident des DAI (Honorarprofessor)
- Björn Pätzoldt, Politologe und Verleger (Professor)
- Andreas Paulsen, Volkswirtschaft (Professor)
- Rudolf Pechel, Journalist und Widerstandskämpfer gegen das NS-Regime (Ehrendoktorwürde)
- Ernst Pepping, Komponist (Ehrendoktorwürde)
- Christian Pestalozza, Rechtswissenschaftler (Professor)
- Leander Petzoldt, Ethnologe (Alumnus)
- Georg Pfeffer, Ethnologe (Professor)
- Gertrud Pickhan, Historikerin (Professorin)
- Johannes Pinsk, Theologe (Honorarprofessor)
- Frederik Pleitgen, Journalist (Alumnus)
- Klemens Pleyer, Rechtswissenschaft (Professor)
- Josef Poelt (1924–1995), Botaniker und Lichenologe, Lehrstuhlinhaber ab 1965
- Alan Posener, Germanistik (Alumnus)
- Thomas Pregel, Schriftsteller und Lektor (Alumnus)
- Matthias Prinz, Rechtsanwalt und Medienrechtler (Honorarprofessor)
- Harry Pross, Publizistikwissenschafter und Autor (Professor)
- Uwe Puschner, Historiker (Professor)

### R
- Werner Rammert, Soziologe (Professor)
- Annelie Ramsbrock, Historikerin (Alumna)
- Walter Rasch, Berliner Senator für Schulwesen (1975–1981) (Alumnus)
- Jan-Carl Raspe, RAF-Terrorist (Alumnus)
- Volker Ratzmann, Jurist und Staatssekretär (Alumnus)
- Jens Rehn, Journalist und Schriftsteller (Alumnus)
- Marcel Reich-Ranicki, Publizist und Literaturkritiker (Ehrendoktorwürde)
- Jakob Reinert, Direktor des Instituts für Pflanzenphysiologie und Mikrobiologie (1961–1979) (Professor)
- Terry Reintke, Politologin und Politikerin (Alumna)
- Helmut Remschmidt, Neurologe, Kinder- und Jugendpsychiater (Professor)
- Julia Reuschenbach, Politologin (Dozentin)
- Edzard Reuter, Vorstandsvorsitzender der Daimler-Benz AG (1987–1995) (Alumnus)
- Ernst Reuter, Regierender Bürgermeister von Berlin (1948–1953) (Ehrendoktorwürde des Fachbereichs Wirtschaftswissenschaft, verliehen am 1. Januar 1949)
- Günter Rexrodt, Bundeswirtschaftsminister (1993–1998) (Alumnus)
- Christian Rickerts, Staatssekretär a. D. und Unternehmensberater (Alumnus)
- Eberhard Riedel, Biochemiker (Professor)
- Wolfgang Rihm, Musikwissenschaftler und Komponist (Ehrendoktorwürde)
- Gerhard Ringel, Mathematiker (Professor, Ehrendoktorwürde)
- Stefan Rinke, Historiker (Professor)
- Thomas Risse, Politikwissenschaftler (Professor)
- Gerhard A. Ritter, Historiker (Alumnus / Professor)
- Holger Rogall, Hochschullehrer (Alumnus)
- Raúl Rojas, Informatiker (Professor)
- Petra Rosenberg, Sozialpädagogin und Aktivistin (Alumna)
- Harald Rosenthal, Meeresbiologe und Fischereiwissenschaftler (Alumnus)
- Lea Rosh, Journalistin und Publizistin (Alumna)
- Klaus Roth, Politikwissenschaftler (Professor)
- Michael Roth, Politologe (Gastdozent)
- Gerd Rudolf, Mediziner (Dozent)
- Salman Rushdie, Schriftsteller (Ehrendoktorwürde)
- Ernst Ruska, Erfinder des Elektronenmikroskops, Nobelpreisträger für Physik (Professor)
- Stephan Ruß-Mohl, Professor für Medienwissenschaften und Gründer des Europäischen Journalismus-Observatorium
- Bernd Rüthers, Rechtswissenschaftler (Professor)

### S
- Curt Sachs, Musiktheoretiker (Ehrendoktorwürde)
- Franz Jürgen Säcker, Rechtswissenschaftler (Professor)
- Jean Robert Saget, haitianischer Diplomat und Botschafter a. D. (Alumnus)
- Gaston Salvatore, Schriftsteller (Alumnus)
- Klaus Sames, Gerontologe, Anatom und Hochschullehrer
- Annette Schavan, Politikerin (Honorarprofessorin)
- Otto Schily, Bundesinnenminister (1998–2005) (Alumnus)
- Jana Schimke, Politologin und Politikerin (Alumna)
- Jochen Schimmang, Schriftsteller (Alumnus)
- Hans-Jürgen Schings, Germanist (Professor)
- Bernd Schiphorst, Manager (Alumnus)
- Martin Schirdewan, Politologe und Politiker (Alumnus)
- Bernhard Schlink, Schriftsteller und Jurist (Alumnus)
- Günther Schmid, Politologe und Ökonom (Professor)
- Wilhelm Schmid, Philosoph (Alumnus)
- Manfred G. Schmidt, Politikwissenschaftler (Professor)
- Martin Schmidt, Gräzist und Politiker (Alumnus, AStA-Vorsitzender)
- Wilhelm Schmidt-Biggemann, Philosoph, Professor am Institut für Philosophie der FU Berlin
- Claudia Schmölders, Kulturwissenschaftlerin, Schriftstellerin und Übersetzerin (Alumna / Wissenschaftlerin)
- Ulrich Schmücker, Aktivist und Terrorist (Student)
- Jürgen Schmude, Bundesbildungsminister (1978–1981), Bundesjustizminister (1981–1982) (Alumnus)
- Erich Schneider, Wirtschaftstheoretiker (Ehrendoktorwürde des Fachbereichs Wirtschaftswissenschaft, verliehen am 23. Februar 1957)
- Rupert Scholz, Rechtswissenschaftler, Bundesverteidigungsminister (1988–1989) (Alumnus / Professor)
- Daniel Schönpflug, Historiker (Alumnus und Dozent)
- Wolfgang Schönpflug, Psychologe (Professor)
- Ottmar Schreiner, SPD-Politiker (Alumnus)
- Miranda Schreurs, Politikwissenschaftlerin (Professorin)
- Michaele Schreyer, EU-Kommissarin für Haushalt (1999–2004) (Wissenschaftlerin)
- Georg Schreyögg, Wirtschaftswissenschaftler (Professor)
- Klaus Schroeder, Politikwissenschaftler und Zeithistoriker (Professor)
- Louise Schroeder, Politikerin, Berliner Oberbürgermeisterin (1947–1948) (Professorin)
- Kordula Schulz-Asche, Politikerin (Grüne) (Alumna)
- Hagen Schulze, Historiker (Professor)
- Thies Schulze, Historiker (Alumnus)
- Klaus Schütz, Regierender Bürgermeister (1967–1977) (Alumnus)
- Martin Schwab, Rechtswissenschaftler (Professor)
- Alexander Schwan, Politikwissenschaftler
- Gesine Schwan, Politikwissenschaftlerin und SPD-Präsidentschaftskandidatin (2004) (Professorin)
- Rainer Schwarz, Manager (Alumnus)
- Ines Schwerdtner, Politikerin (Studentin)
- Brigitte Seebacher-Brandt, Historikerin, Journalistin (Alumna)
- Nils Seethaler, Kulturanthropologe (Alumnus)
- Klaus Segbers, Politikwissenschaftler (Professor)
- Claus Seibel, Fernsehjournalist (Alumnus)
- Stephan Seidlmayer, Ägyptologe (Professor)
- Reinhard Selten, Wirtschaftswissenschaftler, Mathematiker, Träges des Nobelpreises für Wirtschaftswissenschaften (Professor)
- Rolf Sethe, Rechtswissenschaftler (Professor)
- Wolf Jobst Siedler, Schriftsteller und Publizist (Alumnus)
- Dorothea Siems, Journalistin und Volkswirtin (Alumna)
- Vassilios Skouris, Präsident des Europäischen Gerichtshofs (seit 2003) (Alumnus)
- Rudolf Smend, Staats- und Kirchenrechtler (Ehrendoktorwürde des Fachbereichs Wirtschaftswissenschaft, verliehen am 15. Januar 1962)
- Edward Snowden, Whistleblower (seit 2014) (Ehrenmitglied)
- Helge Sodan, Rechtswissenschaftler (Professor)
- Michael Sommer, DGB-Vorsitzender (seit 2002) (Alumnus)
- Kurt Sontheimer, Politikwissenschaftler (Professor)
- Peter Sprengel, Literaturwissenschaftler (Professor)
- Jochen Staadt, Politikwissenschaftler
- Ditmar Staffelt, SPD-Politiker (Alumnus)
- Otto Stammer, Soziologe (Professor)
- Peter Steinbach, Historiker (Professor)
- Gabor Steingart, Publizist und Medienmanager (Alumnus)
- Gisela („Ginka“) Steinwachs, Schriftstellerin (Alumna)
- Carola Stern, Publizistin (Alumna)
- Peter Steudtner, Politologe und Menschenrechtsaktivist (Alumnus)
- Rudolf Stichweh, Soziologe (Alumnus)
- Dietrich Stobbe, Regierender Bürgermeister (1977–1981) (Alumnus)
- Karlheinz Stockhausen, Komponist (Ehrendoktorwürde)
- Manfred Stolpe, Brandenburger Ministerpräsident (1990–2002) und Bundesverkehrsminister (2002–2005) (Gaststudent)
- Christoph Stölzl, Historiker, Politiker und Berliner Wissenschaftssenator (2000–2001) (Honorarprofessor)
- Johano Strasser, Politologe, Schriftsteller; Generalsekretär (1995–2002) und Präsident (seit 2002) des deutschen P.E.N. (Privatdozent)
- Hans-Christian Ströbele, Politiker (B90/Grüne) (Alumnus)
- Thomas Strothotte, Informatiker (Professor)
- Günter Struve, Programmdirektor der ARD (seit 1992) (Alumnus)
- Herbert Sukopp, Botaniker und Ökologe (Wissenschaftler)
- Holm Sundhaussen, Südosteuropa-Historiker
- Péter Szondi, Literaturwissenschaftler (Professor)

### T
- Jacob Taubes (Professor)
- Horst Teltschik, Politiker und Manager (Alumnus)
- Hermann-Josef Tenhagen (* 1963), Wirtschaftsjournalist und Chefredakteur (Alumnus)
- Fritz Teufel, Aktivist der Studentenbewegung (Student)
- Jürgen Theobaldy, Schriftsteller (Alumnus)
- Michael Theunissen, Philosoph (Professor)
- Joachim Tiburtius, Ökonom und Politiker (Dozent)
- Heinz Tiedemann, Biochemiker und Entwicklungsbiologe (Professor)
- Klaus Töpfer, Bundesumweltminister (1987–1994), Bundesbauminister (1994–1998), Direktor des Umweltprogramms der Vereinten Nationen (seit 1998) (Ehrendoktorwürde)
- Jürgen Trabant, Sprachwissenschaftler, Semiotiker (Professor)
- Hans-Ulrich Treichel, Schriftsteller (Alumnus)
- Ernst Tugendhat, Philosoph (Professor)

### V
- Benedikt Vallendar, Autor und Publizist (Alumnus)
- Bernward Vesper, Verleger, Autor und Aktivist (Student)
- Fritz Vilmar, Politologe und Soziologe (Professor)
- Horst Völz, Physiker und Informationswissenschaftler (Wissenschaftler)

### W
- Klaus Wagenbach, Verleger, Literaturwissenschaftler (Honorarprofessor)
- Gerhard Wagenitz, Botaniker (Professor)
- Katharina Wagner, Künstlerische Leiterin und Geschäftsführerin der Bayreuther Festspiele (Alumna)
- Caroline Walter, Journalistin und Autorin (Alumna)
- Karsten Warnecke, Diplomat (Alumnus)
- Martin Warnke, Kunsthistoriker (Professor)
- Rudolf Wassermann, Jurist (Student)
- Dieter Wedel, Regisseur (Alumnus)
- Hans-Ulrich Wehler, Historiker (Professor)
- Lorenz Weinrich, Historiker (Professor)
- Wilhelm Weischedel, Philosoph (Professor)
- Dirk Werner, Mathematiker (Professor)
- Gernot Wersig, Informationswissenschaftler (Professor)
- Uwe Wesel, Rechtswissenschaftler (Professor)
- Jan Weyrauch, Journalist, Programmleiter HR ‚You FM‘ (Alumnus)
- Anne Will, Journalistin und Moderatorin (Alumna)
- Dietmar Willoweit, Rechtswissenschaftler (Professor)
- Heinrich August Winkler, Historiker (Professor)
- Wolfgang Wippermann, Historiker und Publizist (Professor)
- Michael Wolffsohn, Historiker und Politikwissenschaftler (Alumnus)
- Klaus Wowereit, Regierender Bürgermeister (2001–2014) (Alumnus)
- Christoph Wulf, Anthropologe und Erziehungswissenschaftler (Professor)
- Andreas Wunn, Politikwissenschaftler und Journalist (Alumnus)
- Kim Wünschmann, Historikerin (Alumna)

### Z
- Wolfgang Zapf, Soziologe (Professor)
- Volker Zastrow, Journalist (Alumnus)
- Andrea Zeeb-Lanz, Prähistorikerin (Alumna)
- Ekkehard Zerbst, Physiologe (Professor)
- Axel Zerdick, Medienwissenschaftler (Professor)
- Klaus Zernack, Historiker
- Berthold Zilly, Literaturwissenschaftler (Honorarprofessor)
- Diana Zimmermann, Journalistin (Alumna)
- Klaus Zimmermann, Romanist (Professor)
- Klaus F. Zimmermann, Volkswirtschaftler (Honorarprofessor)
- Alexander Zinn, Historiker und Soziologe (Alumnus)
- Hartmut Zinser, Religionswissenschaftler (Professor)